# Gro Marit Istad-Kristiansen
Pour les articles homonymes, voir Kristiansen.
Gro Marit Istad-Kristiansen, née le 9 février 1978, à Voss, est une biathlète norvégienne active de 1996 à 2010. Elle est championne du monde 2005 de la mass-start, un an après avoir participé au premier titre mondial des norvégiennes en relais. 

## Biographie
La biathlète est sélectionnée dans l'équipe nationale à partir de 1997, où elle prend part aux Championnats du monde junior, remportant la médaille d'or au relais. En 1998, elle connaît ses premiers pas en Coupe du monde et devient championne du monde junior de sprint. Rapidement, lors de la saison 1998-1999, elle inscrit ses premiers points se classant onzième, puis huitième à Hochfilzen, avant de monter sur son premier podium individuel, arrivant troisième du sprint de Ruhpolding. Elle fait aussi partie de son premier relais gagnant à Lake Placid. En 1999-2000, elle s'impose pour la première fois au sprint d'Osrblie, avec plus de quarante secondes d'avance sur Olena Petrova. Un an plus tard, elle gagne de nouveau un sprint à Pokljuka.
Elle prend part aux Jeux olympiques d'hiver de 2002, mais ne fait mieux que quarantième.
En 2004, elle devient championne du monde du relais avec Linda Tjørhom, Gunn Margit Andreassen et Liv Grete Poirée.
Aux Championnats du monde 2005, elle gagne un deuxième titre, remportant la médaille d'or à la mass start, malgré quatre fautes au tir. Après trois erreurs à la dernière séance de tir, elle rattrape plusieurs concurrentes et bat dans la dernière ligne droite Anna Olofsson-Zidek. Elle monte ensuite sur son sixième et dernier podium individuel en Coupe du monde à Pokljuka. 
En 2007, elle annonce la fin de sa carrière sportive. Elle souffrait d'infections par des tiques et s'était sur-entrainée pour les Jeux olympiques d'hiver de 2006.
Elle retourne à la compétition pour la saison 2009-2010 seulement, et est sélectionnée pour les Jeux olympiques de Vancouver où elle dispute uniquement le sprint.
Sa profession en dehors du biathlon est nutritionniste.

## Famille
Elle est la nièce de Jon Istad et la cousine de Sverre Istad.

## Palmarès

### Jeux olympiques
| Épreuve / Édition                   | Individuel | Sprint | Poursuite | Départ en masse                  | Relais |
| Jeux olympiques 2002 Salt Lake City | —          | 53e    | 40e       | Épreuve inexistante à cette date | —      |
| Jeux olympiques 2006 Turin          | —          | 40e    | 40e       | —                                | —      |
| Jeux olympiques 2010 Vancouver      | —          | 65e    | —         | —                                | —      |

- — : épreuve non disputée par la biathlète

### Championnats du monde
| Mondiaux \ Épreuve      | Individuel | Sprint | Poursuite | Départ en masse      | Relais               |
| 1999 Kontiolahti / Oslo | 13e        | 23e    | 26e       | 17e                  | 4e                   |
| 2000 Oslo-Holmenkollen  | 22e        | 15e    | 39e       | 25e                  | 5e                   |
| 2001 Pokljuka           | -          | 16e    | 46e       | -                    | 4e                   |
| 2003 Khanty-Mansiïsk    | 46e        | 33e    | 49e       | -                    | 8e                   |
| 2004 Oberhof            | 23e        | 16e    | 7e        | 5e                   | Médaille d'or, monde |
| 2005 Hochfilzen         | 26e        | 25e    | 10e       | Médaille d'or, monde | 5e                   |

Légende :

 : épreuve inexistante

- : n'a pas participé à l'épreuve

### Coupe du monde
- Meilleur classement général : 12e en 1999.
- 6 podiums individuels : 3 victoires, 1 deuxième place et 2 troisièmes places.
- 13 podiums en relais : 8 victoires, 3 deuxièmes places et 2 troisièmes places.

#### Détail des victoires
| Saison / Épreuve | Individuel | Sprint                    | Poursuite | Mass start | Total |
| 1999-2000        |            | Brezno-Osrblie → Pokljuka |           |            | 1     |
| 2000-2001        |            | Pokljuka → Antholz        |           |            | 1     |
| 2004-2005        |            |                           |           | Hochfilzen | 1     |
| Total            | 0          | 2                         | 0         | 1          | 3     |

#### Classements annuels
| Année | Classement général final |
| 1998  | nc                       |
| 1999  | 12e                      |
| 2000  | 24e                      |
| 2001  | 24e                      |
| 2002  | 72e                      |
| 2003  | 54e                      |
| 2004  | 27e                      |
| 2005  | 13e                      |
| 2006  | 74e                      |
| 2007  | nc                       |
|       |                          |
| 2010  | 88e                      |